# José Cruz Delgado Espinoza
José Cruz Delgado Espinoza; (Coronel, 16 de febrero de 1912 - Santiago, 18 de junio de 1960). Minero, dirigente sindical y político comunista chileno. Hijo de José Cruz Delgado y Luisa Espinoza. Casado con Irma Marina Lozano Molina (1942) y en segundas nupcias con María Luisa del Carmen Sepúlveda Olguín (1956). Con esta última tuvo dos hijos, Ángela Luz y Alejandro Luis.
Dedicado a la minería del carbón en el yacimiento de Lota, llegó a ser un importante líder sindical.
Militó en el Partido Comunista. En esa calidad, fue elegido Regidor de la Municipalidad de Curanilahue (1938-1941). En la elección de 1941 se presentó a las elecciones parlamentarias y resultó elegido Diputado por el Partido Progresista Nacional, durante los años en que el Partido Comunista no pudo llevar su nombre real. En el Congreso, representó a la 18.ª agrupación departamental de Arauco, Lebu y Cañete (1941-1945). Integró la comisión permanente de Economía y Comercio, y la de Industrias.